# Vlag van Tarapacá

Vlag van Tarapacá

De Chileense regio Tarapacá heeft geen officiële vlag, maar de vlag van de regionale regering van Tarapacá wordt meestal gebruikt als regionale vlag. Het bestaat uit een wit doek met in het midden het wapen van de regionale regering.